# Каменское сельское поселение (Атюрьевский район)
Каменское се́льское поселе́ние — упразднённое муниципальное образование в Атюрьевском районе Мордовии Российской Федерации.
Административный центр — село Каменка.

## История
Статус и границы сельского поселения установлены Законом Республики Мордовия от 28 декабря 2004 года № 116-З «Об установлении границ муниципальных образований Атюрьевского муниципального района, Атюрьевского муниципального района и наделении их статусом сельского поселения и муниципального района».
Законом от 17 мая 2018 года N 34-З Аргинское сельское поселение и сельсовет были упразднены, а входившие в их состав населённые пункты (село Арга  и деревня Чудинка) были включены в состав Каменского сельского поселения и сельсовета с административным центром в селе Каменка.
Упразднено Законом от 24 апреля 2019 года с включением всех населённых пунктов в Атюрьевское сельское поселение.

## Население
| 2002 | 2010 | 2012 | 2013 | 2014 | 2015 | 2016 |
| ---- | ---- | ---- | ---- | ---- | ---- | ---- |
| 329  | ↘318 | ↘302 | ↘293 | ↘284 | ↘269 | ↘263 |
| 2017 | 2018 | 2019 |      |      |      |      |
| ↘254 | ↘249 | ↗415 |      |      |      |      |

## Состав сельского поселения
| № | Населённый пункт  | Тип населённого пункта | Население |
| - | ----------------- | ---------------------- | --------- |
| 1 | Арга              | село                   | ↘100      |
| 2 | Базарная Дубровка | село                   | ↘0        |
| 3 | Каменка           | село                   | ↘318      |
| 4 | Чудинка           | деревня                | ↘171      |